# Cellulophaga
Cellulophaga ist eine Gattung von marinen Bakterien. Einige Arten bevorzugen niedrige Temperaturen, d. h. sie sind psychrophil. Man kann bei vielen Arten ein Irisieren beobachten: ihre Kolonien glitzern in verschiedenen Farben.

## Merkmale
Arten von Cellulophaga sind nicht begeißelt, sie können sich aber gleitend bewegen („gliding motility“). Die Zellen sind stäbchenförmig mit abgerundeten Enden. Flexirubin-Pigmente werden nicht gebildet. Die gelbe bis orange Färbung der Kolonien wird von Carotinoiden hervorgerufen.
Viele Stämme von Cellulophaga-Arten zeigen unter dem Mikroskop ein auffälliges „Glitzern“ oder „Schillern“, ein sogenanntes Irisieren. Es wird durch die Selbstorganisation der Bakterienzellen innerhalb des Biofilms verursacht, wodurch hexagonale photonische Kristalle entstehen. Hierbei spielt wahrscheinlich die gleitende Bewegung (englisch gliding motility) und Zell-Zell-Kommunikation eine wichtige Rolle. Beschrieben wurde das Irisieren von Cellulophaga lytica, C. baltica, C. fucicola, C. pacifica, C. tyrosinoxydan und C. geojensis; bei C. algicola wurde es dagegen nicht beobachtet. Andere irisierende Bakterien sind z. B. bei den Gattungen Tenacibaculum und Aquimarina zu finden.
Die schillernden Farben von C. lytica entstehen wie bei Marinobacter alginolytica nicht durch Pigmente, sondern durch Interferenz.

## Stoffwechsel und Wachstum
Arten von Cellulophaga sind chemoorganotroph, d. h. sie benötigen für den Stoffwechsel organische Verbindungen. Sie sind auf Sauerstoff angewiesen (aerob). Der Oxidase-Test und der Katalase-Test verlaufen beide positiv. Die Stämme benötigen Na+ und wachsen optimal auf Medien, die Meerwassersalz oder 2–4 % NaCl enthalten. Einige Arten sind stark proteolytisch und können sich von toten eukaryotischen Zellen ernähren und auch lebende Organismen, wie Hefen und einzellige Algenarten, angreifen und auflösen. Einige Arten können kolloidale Cellulose abbauen, nicht aber kristalline oder native Formen von Cellulose. Darauf beruht auch der Gattungsname Cellulophaga.
Es folgt eine Tabelle mit Merkmalen einiger Arten:
|                                          | C. lytica                     | C. baltica | C. algicola | C. pacifica | C. geojensis |
| ---------------------------------------- | ----------------------------- | ---------- | ----------- | ----------- | ------------ |
| Irisieren                                | je nach Stamm unterschiedlich | ja         | nein        | ja          | ja           |
| Zelllänge                                | 1.5–3.5                       | 2.2–4.5    | 1.5–4.0     | 2.7–5.3     | 2-6          |
| Zellbreite                               | 0.4–                          | 0.6–0.8    | 0.4–0.5     | 0.5–0.7     | 0.5-0.8      |
| Optimale Temperatur                      | 22–30                         | ∼25        | 20–25       | 25–30       | 25           |
| Temperatur, bei der Wachstum möglich ist | 2–40                          | 2–30       | -2–28       | 4–34        | 15–35        |
| Optimaler pH-Wert                        | 7.0–8.0                       | 7.0–8.0    | 7.0–8.0     | 7.5–8.5     | 7.0–8.0      |

## Chemotaxonomische Merkmale
Das wichtigste Chinon der Arten von Cellulophaga ist das Menachinon-6. Dies trifft auch auf andere Mitglieder der Familie der Flavobacteriaceae zu. Cellulophaga-Arten akkumulieren hauptsächlich das Polyamin Homospermidin und besitzen hauptsächlich verzweigtkettige Fettsäuren mit 15 bis 17 C-Atomen. Der GC-Gehalt der DNA liegt zwischen 32 und 36.

## Systematik
Die Gattung Cellulophaga zählt zu der Familie Flavobacteriaceae.
Cellulophaga lytica ist die Typusart der Gattung. Sie wurde zuerst der Gattung Cytophaga zugeordnet und als Cytophaga lytica von Lewin im Jahr 1969 eingeführt. Später wurde es zu der neu gebildeten Gattung Cellulophaga überführt.
Cellulophaga-Arten weisen einige Ähnlichkeiten mit anderen Mitgliedern der Familie Flavobacteriaceae auf, insbesondere mit Arten der Gattung Zobellia. Die Arten von Cellulophaga lassen sich jedoch von diesen Arten in erster Linie durch das Fehlen von knospenden Zellen, das Fehlen von Pigmenten vom Flexirubin-Typ und einem rein aeroben Wachstum unterscheiden. Vertreter der ähnlichen Gattung Sediminicola fehlen die gleitende Beweglichkeit und sie haben einen höheren DNA-G+C-Gehalt (38-40 mol%).

### Artenliste
Die hier angegebene Artenliste der Gattung folgt (wo nicht anders angegeben) der List of Prokaryotic names with Standing in Nomenclature (LPSN) mit Stand 13. September 2024:
Gattung Cellulophaga Johansen et al. 1999
- Spezies Cellulophaga algicola Bowman 2000,[8] mit
Referenzstamm IC166 [ACAM 630; DSM 14237]
- Spezies Cellulophaga baltica Johansen et al. 1999,[7] mit
Referenzstamm NN015840 [ATCC 700862; CIP 106307; DSM 24729; LMG 18535]
- Spezies Cellulophaga fucicola Johansen et al. 1999,[7] mit
Referenzstamm NN015860 [ATCC 700863; CIP 106308; DSM 24786; JCM 21778; LMG 18536]
- Spezies Cellulophaga geojensis Park et al. 2012, mit
Referenzstamm M-M6 [CCUG 60801; KCTC 23498]
- Spezies Cellulophaga lytica (Lewin 1969) Johansen et al. 1999 (Typusart),[7][4] mit
Referenzstamm DSM 7489 [ATCC 23178; CIP 103822; IFO 14961; JCM 8516; LMG 1344; NBRC 14961; VKM B-1433]
- Spezies „Cellulophaga omnivescoria“ Valdehuesa et al. 2018, mit
Referenzstamm W5C [JCM 32108; KCTC 13157BP]
- Spezies Cellulophaga pacifica Nedashkovskaya et al. 2004,[9] mit
Referenzstamm KMM 3664 [JCM 11735; LMG 21938; NBRC 101531]
- Spezies Cellulophaga tyrosinoxydans Kahng et al. 2009, mit
Referenzstamm ZoBell 553 [ACAM 538; ATCC 14397; CCUG 33448; CECT 4277; CIP 104808; DSM 2061; IFO 14962; JCM 21152; LMG 3809; NBRC 14962; NCIMB 1863; NCMB 1863]
- Spezies Cellulophaga sp. HaHa_2_1, mit
Stamm HaHa_2_1 alias DSM 111038[10] – Fundort: SW vom Dünenhafen, Insel Düne, Helgoland, Nordsee; Probennahme am 31. März 2016.[11]
- Spezies Cellulophaga sp. HaHaR_3_176, mit
Stamm HaHaR_3_176 alias DSM 111152[12] – Fundort: SW vom Dünenhafen, Insel Düne, Helgoland, Nordsee; Probennahme am 7. April 2016.[13][14]
- Spezies Cellulophaga sp. #10 (evtl. zu C. baltica), mit
Stamm #10 – Fundort: Öresund, Südl. Kattegat, Dänemark im 1 Meter Tiefe, Probennahme im Februar 2000.[15][16][17]
- Spezies Cellulophaga sp. #12 (evtl. zu C. baltica), mit
Stamm #12 – Fundort: Öresund, Südl. Kattegat, Dänemark im 1 Meter Tiefe, Probennahme im Februar 2000.[15][18][19]
- Spezies Cellulophaga sp. #18 (evtl. zu C. baltica), mit
Stamm #18 – Fundort: Öresund, Südl. Kattegat, Dänemark im 1 Meter Tiefe, Probennahme im Februar 2000.[15][20][21]
- Spezies Cellulophaga sp. #19 (evtl. zu C. baltica), mit
Stamm #19 – Fundort: Öresund, Südl. Kattegat, Dänemark im 1 Meter Tiefe, Probennahme im Februar 2000.[15][22][23]

Verschiebungen:
zur Schwestergattung Zobellia
- Cellulophaga uliginosa (ZoBell & Upham 1944) Bowman 2000 ⇒ Zobellia uliginosa (ZoBell & Upham 1944) Barbeyron et al. 2001

## Namensherkunft
Der Gattungsname Cellulophaga ist gebildet aus dem lateinischen Wort „Cellulosum“ (Zellulose) und dem griechischen Wort „phageîn“ (essen) und bedeutet so viel wie „Zellulosefresser“. Der Artname C. lytica kommt von dem griechischen Wort „lutikê“ und bedeutet „fähig zum Auflösen“. Der Name ist nicht ganz treffend, da wie oben schon erwähnt keine Art der Gattung tatsächlich in der Lage ist, native Formen (wie Filterpapier) oder hochkristalline Formen von Zellulose abzubauen. Allerdings sind viele in der Lage, Carboxymethylcellulose, ein künstliches Zellulosederivat mit Carboxymethylgruppen, abzubauen. Hierzu werden die sogenannten Carboxymethylcellulase-Enzyme genutzt.

## Ökologie
Arten von Cellulophaga kommen im Meer und im Brackwasser vor. Sie wurden häufig auf Oberflächen von Makro- und Mikroalgen gefunden.
In mehreren anderen Studien wurden Cellulophaga-Isolate aus verschiedenen Meeresgebieten identifiziert, unter anderem aus toxischen Dinoflagellatenblüten, aus dem Kiemengewebe von Lachsfischen und aus Sedimenten der Tiefsee. Molekularbiologische Untersuchungen deuten darauf hin, dass Arten von Cellulophaga auch häufig auf und in der Nähe von Meereseis der Antarktik vorkommen.
C. pacifica wurde aus Meerwasser im Japanischen Meer isoliert. Cellulophaga baltica und C. fucicola bevorzugen brackiges Meerwasser und sind zumindest in der Ostsee heimisch, wo sie auf benthischen Makroalgen (insbesondere auf Sägetang (Fucus serratus)) und im umgebenden Meerwasser vorkommen. C. algicola ist eine psychrophile, also kälteangepasste Art und bevorzugt Temperaturen zwischen 10 und 20 °C. Die Art wurde hauptsächlich von Algenoberflächen in Verbindung mit Meereseis isoliert.
Cellulophaga-Arten sind stark saccharolytisch (sich von Kohlenhydraten ernährend). Einige Arten können sich von eukaryontische Organismen wie Hefen und einzellige Algenarten ernähren. Sie können sich hierbei auch räuberisch ernähren, also lebende Individuen angreifen. Sie bevorzugen insbesondere die Polysaccharide (Vielfachzucker) Agar und Alginate. Diese kommen häufig in den Zellwänden verschiedener Meeresalgen, vor allem in Makroalgen der Braunalgen vor. Diese Aktivität scheint auf die Freisetzung von lytischen Enzymen in der Nähe der Beutezellen zurückzuführen zu sein. Dies gilt insbesondere für C. baltica.